# Caixa de Rotllan
La Caixa de Rotllan és un dolmen situat damunt del termenal de les comunes d'Arles i de Montboló, a la comarca del Vallespir, a la Catalunya del Nord. Data de la segona meitat del tercer mil·lenni abans de Crist.
El nom del monument funerari es deu a una llegenda segons la qual, durant l'edat mitjana el cavaller Rotllan, que hauria viscut a l'àrea del Vallespir, després de la seva mort a la batalla de Roncesvalles hauria tornat sobre el llom del seu cavall i hauria estat enterrat en aquesta construcció funerària pròpia del Neolític.
El dolmen consta de tres pedres verticals que formen una H coronada per una llosa de pedra, un conjunt que defineix una cambra de forma rectangular. De grandària mitjana, en un únic pla (és a dir, sense passadís), amb orientació sud-est, té característiques comunes amb altres dòlmens de la zona. Construcció destacada des de l'edat mitjana, és un monument històric, però mai no ha estat objecte d'excavacions arqueològiques.

## La toponímia amb el terme Rotllan

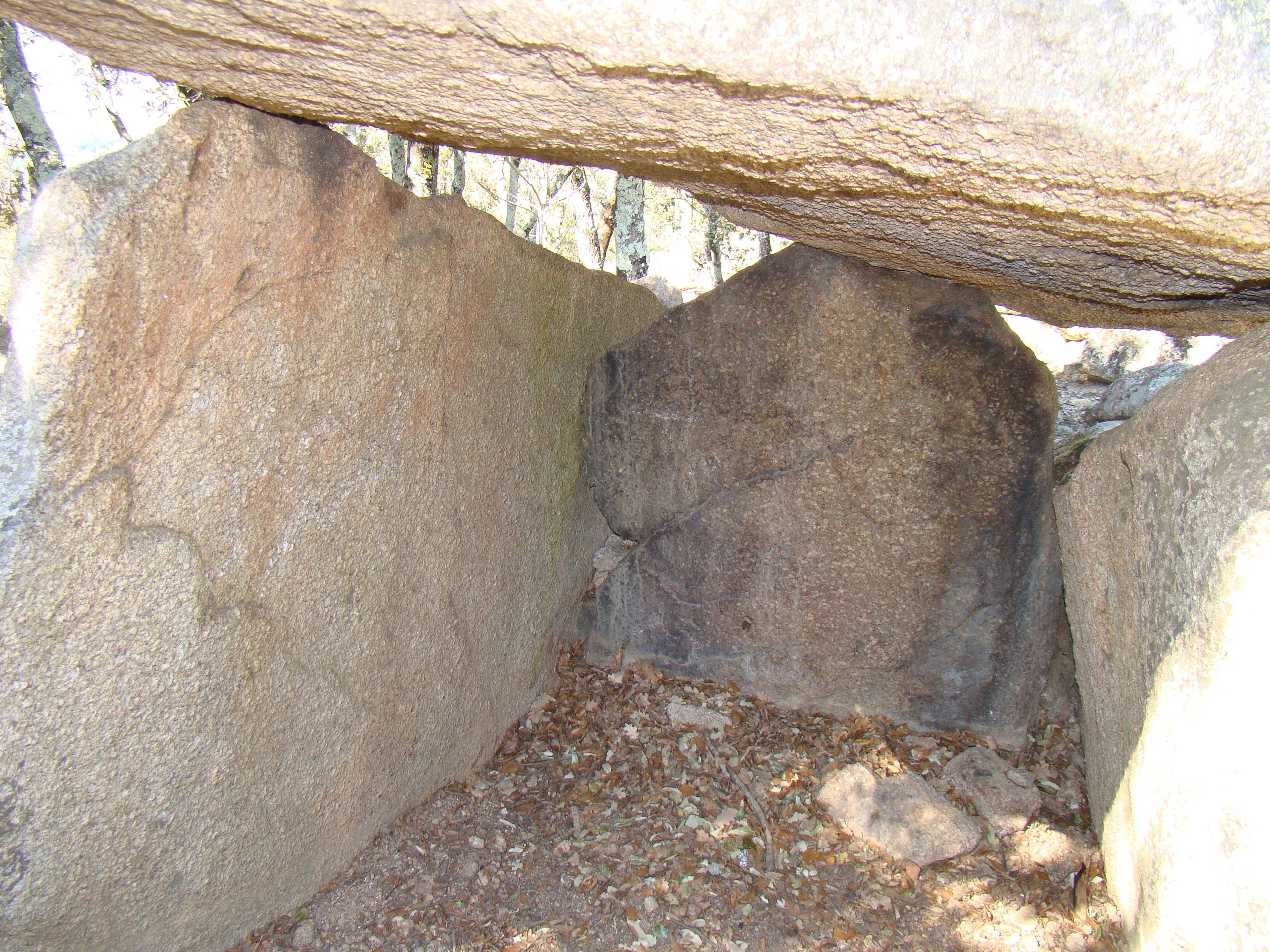
L'interior del dolmen

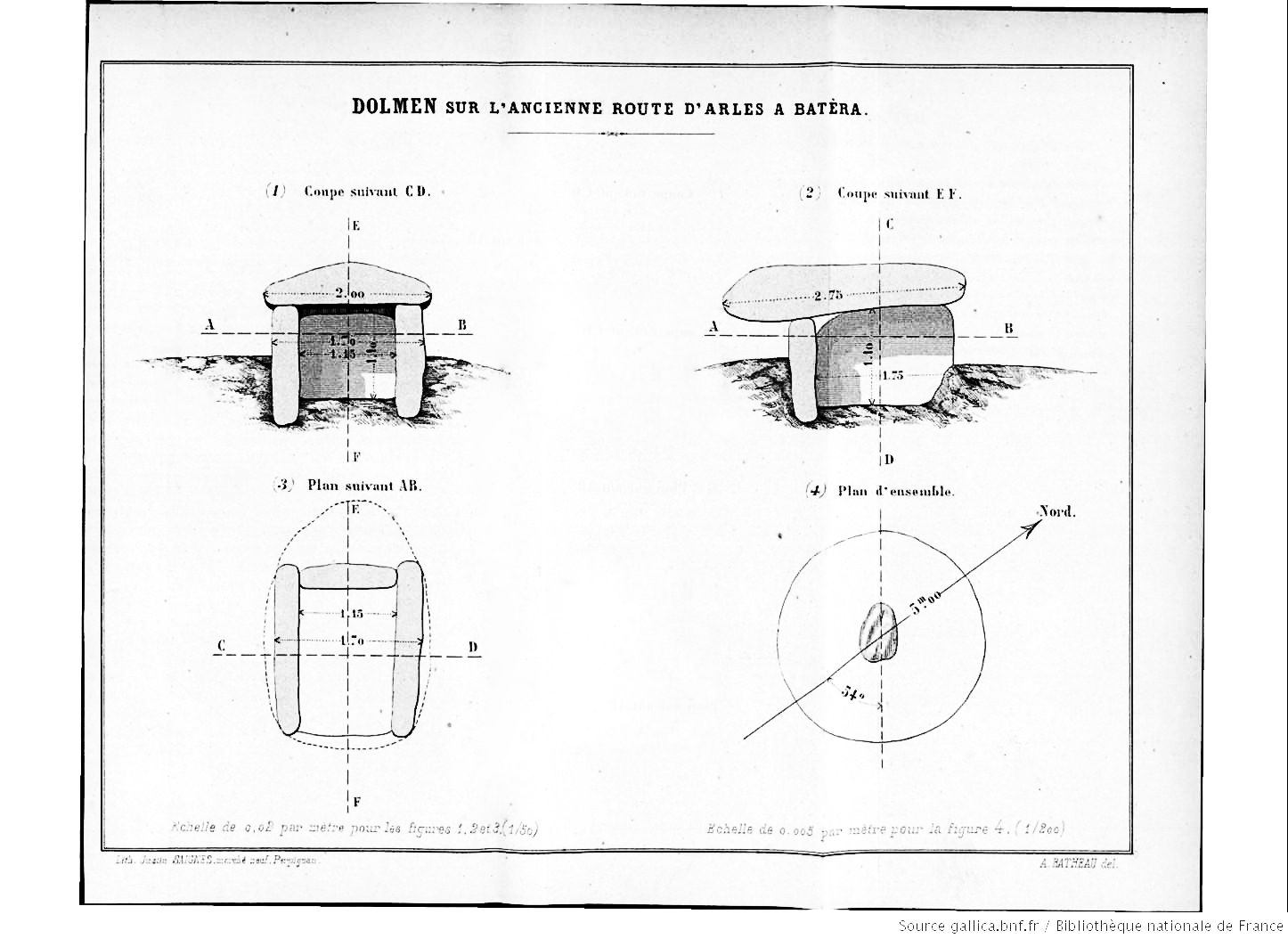
Gravats antics del dolmen, obra d'Alexandre-Félix Ratheau (1822-1862)

El nom del dolmen en català, que significa la tomba de Rotllan, mostra que el seu ús com a enterrament era coneguda pels vilatans de la regió. Els megàlits als Pirineus Orientals solen portar noms de personatges mítics, com ara Rotllan, o dels seus "enemics ", els "moros". Hi ha d'altres llocs de la zona que també porten el nom de Rotllan.
A 1500 metres al nord de la Caixa de Rotllan, seguint la carena, es troba el Palet de Rotllan. El joc de palets és un antic joc de bitlles, que consistia a deixar caure un objecte (sovint un pal) clavat a terra amb el llançament d'un disc en contra. Segons la llegenda, Rotllan va fer servir enormes roques en comptes del disc i es complaïa en la destrucció de castells per tot el Vallespir, en lloc de fer servir pins.
Més al nord, l'Abeurador del Cavall de Rotllan és una conca a la qual el cavaller llegendari duia el seu cavall Veillantif a abeurar-se. La Cova d'en Rotllan és un altre dolmen, situat en la comuna veïna de Cortsaví, seria un espai on Rotllan descansava sovint.
D'acord amb La Cançó de Rotllan, tant Rotllan, com el Cavaller Oliver i Jean Turpin van morir en la batalla de Roncesvalles, i van ser transportats per Carlemany i enterrats a la Basílica de Saint-Romain de Blaye a Blaia a la Gironda. Una altra llegenda diu que Veillantif, el cavall de Rotllan, va portar el cadàver del seu amo al Vallespir, on solia jugar al palet (la muntanya situada al nord-oest d'aquest lloc és el Palet de Rotllan). Allà, li van aixecar una tomba: la Caixa de Rotllan. Molts altres noms de llocs de la regió es refereixen a les empremtes que va deixar el cavall fantàstic.